# Joc brut
Joc brut és una novel·la de l'escriptor català Manuel de Pedrolo editada l'any 1965 i pertany al gènere de la novel·la policíaca. La primera edició d'aquesta novel·la es va publicar el mateix any a la col·lecció de novel·la negra La cua de palla, dirigida pel mateix Pedrolo.

## Estructura[2]
Està composta de quatre capítols, titulats «El projecte», «Els fets», «La recerca» i «Les explicacions»; és en aquest darrer on el lector pot completar el veritable sentit de l'obra.

## Fil argumental[3]
En Xavier i la Juna, dos protagonistes de personalitats molt diferents, es troben atrapats en un joc d'amor i d'interessos.
Joc brut és una novel·la policíaca que narra la història de Xavier, que, atret fortament per una dona bellíssima, Juna, s'avé a cometre un assassinat perquè ella li demana. L'obra està ambientada a Barcelona. Es divideix en quatre parts: "El projecte", que seria el plantejament, "Els fets" i "La recerca" que correspondrien al nus i "Les Explicacions" que actua com a epíleg final i que en seria el desenllaç. La veu narrativa que utilitza és la del narrador protagonista, emprant molt sovint el monòleg interior. El desig amorós per part de Xavier i l'afany d'ascensió social a través del diner per part de la Juna són els principals motors de l'acció.

## Els personatges
En Xavier és un jove trist, víctima propícia per a un enamorament a primera vista que l'ompli d'il·lusió. És una persona massa confiada, amb uns valors morals que es van demostrant poc sòlids, perquè es deixa atrapar fins al límit en la teranyina que la noia va teixint al seu voltant.
La Juna és una noia casada molt ambiciosa, que vol aconseguir els seus objectius sigui com sigui.

## Veus narratives
A Joc brut hi trobem un narrador diegètic, que explica els fets en primera persona. Tota la novel·la és explicada des del punt de vista d'en Xavier, i, per tant, veiem el relat a través dels seus ulls enamorats.

## L'espai[2]
L'acció se situa a Barcelona, en els seus transports urbans, parcs, cinemes i carrers. Hi apareixen la Diagonal, la plaça Gal·la Placídia, el barri de santa Coloma o la torre a Badalona, entre altres ambients.